# Parc Nacional de Chagres
El Parc Nacional de Chagres es troba entre les províncies de Panamà i Colón, a la República de Panamà. Està situat en el sector oriental del Canal de Panamà, i la seva superfície total és de 129.000 hectàrees.
El parc està format per boscos tropicals i una sèrie de rius que subministren l'aigua suficient per al riu Chagres i el llac Gatún, que regulen el funcionament del Canal de Panamà, i donen aigua potable per a Ciutat de Panamà i Colón.

## Història
El parc va ser creat el 1985 amb l'objectiu de preservar el bosc natural que el compon, per produir aigua en quantitat i qualitat suficients per garantir el normal funcionament del Canal de Panamà, per al subministrament d'aigua potable per a Ciutat de Panamà, Colón i La Chorrera, i la generació d'electricitat per a les ciutats de Panamà i Colón.
Per a l'operativitat del Canal de Panamà cal mantenir alts nivells d'aigua, ja que cada vaixell que travessa les rescloses necessita al voltant de 52 milions de galons d'aigua dolça —uns 196,84 milions de litres— no recuperables.
Un dels objectius del Parc Nacional de Chagres és el de preservar la fauna, com ara l'harpia grossa i el jaguar, així com la flora, la selva nebulosa i el bosc temperat caducifoli.

## Climatologia
Les temperatures mitjanes del parc varien entre els 30 °C de les seves zones més baixes i els 20 °C en les muntanyes. Les precipitacions varien entre 2.200 mm en el llac Alajuela i 4.000 mm en zones muntanyoses. Els seus pujols estan coberts per bosc tropical humit i molt humit.